# Tata Daewoo Commercial Vehicle
Tata Daewoo Commercial Vehicle (타타대우상용차) er navnet på en sydkoreansk virksomhed der spænder over mange forskellige produkter.
I Korea er Tata Daewoo mest kendt for salg af lastbiler.
Oprindeligt var bilproduktionen baseret på Tata Motors-dele, ligesom Tata Motors ejede en stor del af selskabet i begyndelsen af 2000'erne.
Ud over bilproduktionen producerer Tata Daewoo også et stort udvalg af andre produkter, så som forbrugselektronik, pc skærme, stål og kemi produkter.

## Historie lastbil lineun
- GMK/Chevrolet/Isuzu Truck (GM Korea Motor Company, 1971)
- SMC Truck (Saehan Motor Company, 1976)
- Elf (Saehan Motor Company, 1976)
- Daewoo Truck (Daewoo Motor Company, 1983)
- Elf New Model (Daewoo Motor Company, 1986)
- Daewoo Truck New Model (Daewoo Motor Company, 1986)
- Daewoo Truck Super New Model (Daewoo Motor Company, 1993)
- Daewoo Chasedae Truck (Daewoo Motor Company, 1995)
- Daewoo Novus Truck (Tata Daewoo, 2004)

## Ekstern henvisning
- Tata Daewoo Commercial Vehicle